# Żebry-Pieczyska
Żebry-Pieczyska – przysiółek wsi Żebry-Ostrowy w Polsce, położona w województwie mazowieckim, w powiecie ostrołęckim w gminie Olszewo-Borki.
Dawniej wieś.

## Historia
W latach 1921–1939 wieś leżała w województwie białostockim, w powiecie ostrołęckim, w gminie Nakły (od 1936 w gminie Rzekuń).
Według Powszechnego Spisu Ludności z 1921 roku wieś zamieszkiwało 48 osób w 9 budynkach mieszkalnych. Miejscowość należała do parafii rzymskokatolickiej w Ostrołęce. Podlegała pod Sąd Grodzki w Ostrołęce i Okręgowy w Łomży; właściwy urząd Ostrołęka 1.
W wyniku agresji niemieckiej we wrześniu 1939 wieś znalazła się pod okupacją niemiecką. Od 1939 do wyzwolenia w 1945 włączona w skład Landkreis Scharfenwiese, rejencji ciechanowskiej Prus Wschodnich III Rzeszy.
W latach 1975–1998 miejscowość administracyjnie należała do województwa ostrołęckiego.